# FIVB Challenger Cup mannen 2018
De FIVB Challenger Cup mannen 2018 was de eerste editie  van de FIVB Challenger Cup, een nieuwe volleybalcompetitie dat dient als kwalificatietoernooi voor de FIVB Nations League. Aan het toernooi zullen zes landen deelnemen. Portugal won het toernooi en  plaatste zich hiermee voor de FIVB Nations League 2019.

## Gekwalificeerde teams
| Manier van Kwalificatie                | Data                       | Locatie       | Aantal plaatsen | Gekwalificeerde land(en) |
| -------------------------------------- | -------------------------- | ------------- | --------------- | ------------------------ |
| Gastland                               | 20-24 juni 2018            | Porto         | 1               | Portugal                 |
| Europese Kwalificatie                  | 19 mei 2018 - 14 juni 2018 | Karlsbad      | 2               | Estland                  |
| Europese Kwalificatie                  | 19 mei 2018 - 14 juni 2018 | Karlsbad      | 2               | Tsjechië                 |
| Noord-Amerikaanse kwalificatietoernooi | 5–9 juni 2018              | Pinar del Río | 1               | Cuba                     |
| Zuid-Amerikaans kwalificatietoernooi   | 18-20 mei 2018             | Santiago      | 1               | Chili                    |
| Aziatisch kwalificatietoernooi         | 18-20 mei 2018             | Almaty        | 1               | Kazachstan               |
| Totaal                                 | Totaal                     | Totaal        | 6               |                          |

## Eindronde
- bij winst met 3-0 of 3-1: 3 punten voor de winnaar, 0 punten voor de verliezer
- bij winst met 3-2: 2 punten voor de winnaar, 1 punt voor de verliezer
- Top 2 van elke poule plaatst zich voor de halve finales

### Groep 1
|      |            |     | Wedstrijden | Wedstrijden | Sets | Sets | Sets |
| Rank | Team       | Pts | W           | L           | W    | L    |      |
| ---- | ---------- | --- | ----------- | ----------- | ---- | ---- | ---- |
| 1    | Portugal   | 6   | 2           | 0           | 6    | 0    |      |
| 2    | Estland    | 3   | 1           | 1           | 3    | 4    |      |
| 3    | Kazachstan | 0   | 0           | 2           | 1    | 6    |      |

| Datum      | Tijd  | Team 1     | Uitslag | Team 2     |
| ---------- | ----- | ---------- | ------- | ---------- |
| 20-06-2018 | 21:00 | Portugal   | 3-0     | Estland    |
| 21-06-2018 | 18:00 | Estland    | 3-1     | Kazachstan |
| 22-06-2018 | 21:00 | Kazachstan | 0-3     | Portugal   |

### Groep 2
|      |          |     | Wedstrijden | Wedstrijden | Sets | Sets | Sets |
| Rank | Team     | Pts | W           | L           | W    | L    |      |
| ---- | -------- | --- | ----------- | ----------- | ---- | ---- | ---- |
| 1    | Tsjechië | 6   | 2           | 0           | 6    | 0    |      |
| 2    | Cuba     | 3   | 1           | 1           | 3    | 4    |      |
| 3    | Chili    | 0   | 0           | 2           | 1    | 6    |      |

| Datum      | Tijd  | Team 1   | Uitslag | Team 2   |
| ---------- | ----- | -------- | ------- | -------- |
| 20-06-2018 | 18:00 | Cuba     | 0-3     | Tsjechië |
| 21-06-2018 | 21:00 | Tsjechië | 3-0     | Chili    |
| 22-06-2018 | 18:00 | Chili    | 1-3     | Cuba     |

### Halve finale
| Team 1   | Res. | Team 2  |
| -------- | ---- | ------- |
| Tsjechië | 3-1  | Estland |
| Portugal | 3-0  | Cuba    |

### Wedstrijd om 3e/4e plaats
| Team 1  | Res. | Team 2 |
| ------- | ---- | ------ |
| Estland | 3-0  | Cuba   |

### Finale
| Team 1   | Res. | Team 2   |
| -------- | ---- | -------- |
| Tsjechië | 1-3  | Portugal |